# Myioscaptia
Myioscaptia  (лат.) — эндемичный для Австралии род слепней из подсемейства Pangoniinae.

## Внешнее строение
Небольшого размера (8—11 мм) слепни, напоминающие падальных мух. Глаза в волосках. Два первых членика усиков короткие, концевой членик разделён на восемь вторичных сегментов. Щупики укороченные, у самок сплюснутые, у самцов — цилиндрические. Грудь и брюшко часто металлически блестящие, реже матовые. Продольные полосы на среднеспинке едва намеченные, редко переходят за поперечный шов. Хоботок сравнительно короткий, немного длиннее головы. Крылья прозрачные. Птеростигма отчётливо видна. Последняя радиальная и первая медиальные жилки сближены или сливаются.

## Биология
Личинки (описаны только у вида Myioscaptia muscula), которые обитают на дне песчаных углублений, сделанных личинками муравьиных львов. Питаются добычей муравьиных льовов, в искусственных условиях питаются куколками чешуекрылых. Самки — кровососы, активно нападают на людей и домашний скот.

## Систематика
Ранее таксон Myioscaptia рассматривали как подрод в составе рода Scaptia. Самостоятельность рода обосновал австралийский диптеролог Брайан Лессард в 2014 году и включил в него 11 видов:
- Myioscaptia bancrofti (Austen, 1912)
- Myioscaptia calliphora (Mackerras, 1960)
- Myioscaptia collessi (Lessard in Lessard & Yeates, 2013)
- Myioscaptia ferromontana (Daniels, 2011)
- Myioscaptia gibbula (Walker, 1848)
- Myioscaptia inopinata (Fairchild & Mackerras, 1977)
- Myioscaptia lambkinae (Lessard in Lessard & Yeates, 2013)
- Myioscaptia muscula (English, 1955)
- Myioscaptia nigroapicalis (Mackerras, 1960)
- Myioscaptia nigrocincta (Mackerras, 1960)
- Myioscaptia violacea (Macquart, 1850)typus

## Распространение
Большинство видов распространены на восточном побережье Австралии от Квинсленда на севере до Виктории на юге. В Западной Австралии встречаются только виды Myioscaptia lambkinae и Myioscaptia gibulla.